# Kenya
Kenya este o țară în est-centrul Africii. Capitala este Nairobi. Se mărginește cu Etiopia la nord, Somalia la est, Tanzania la sud, Uganda la vest și Sudanul de Sud la nord-vest, Oceanul Indian formând granița ei sud-estică.

## Istorie
Articol principal: Istoria Kenyei
Colonizată inițial de arabi, apoi de populația africană bantu, care însumează astăzi peste 70 procente din populația țării, Kenya devine în secolul al XV-lea, prin portul său Mombasa, un centru comercial important în coasta de nord est a Africii, datorită așezării sale geografice, ca nod de legătură între Africa și Asia de sud. În anul 1414, Sultanatul arab de Malindi (Kenya) a inițiat relații diplomatice cu China în timpul dinastiei Ming. În 1498 exploratorul portughez Vasco da Gama a vizitat țara și a descris-o drept un nod comercial important în regiune.
După anul 1505, Kenya a devenit colonie portugheză. Datorită importanței sale comerciale, în Mombasa, portugezii au construit Fortul Isus, care a apărat orașul de invazii străine mai bine de două secole. În secolul al XVIII-lea, portugezii au părăsit regiunea, aceasta fiind ocupată de triburile arabe Omani. În secolul XIX, Germania și Marea Britanie își dispută hegemonia asupra țării, aceasta intrând în stăpânirea Marii Britanii. 
Kenya devine independentă la 12 decembrie 1963. Un an mai târziu, în 1964, Kenyatta devine primul președinte kenyan până în anul 1978, când a decedat.

## Politică
Articol principal: Politica Kenyei
Kenya este republică democrată cu regim prezidențial și sistem politic pluripartit.Puterea executivă este exercitată de Guvern, iar cea legislativă de Adunarea Națională.
Sistemul democratic din Kenya și-a dovedit stabilitatea în anul 2002, când s-a produs alternarea la guvernare pe cale pașnică între cele două partide principale din Kenya, Uniunea Africană Kenyană și Coaliția Națională a Curcubeului.În anul 2005 se creează, ca și în alte state din lume, Mișcarea Democratică Orange, care încearcă sub diverse mijloace subversive să preia puterea politică.În anul 2007, din cauza disputelor interne, acest partid se divide în Partidul Democrat și Mișcarea Orange.

## Organizare administrativ-teritorială

Provinciile Kenyei

Kenya este împărțită în opt provincii. Provinciile se împart la rândul lor în 46 districte, care cuprind 262 divizii (taarafa).
Capitala Nairobi are statut de provincie specială. Provinciile sunt
1. Provincia Centrală
2. Provincia de Coastă
3. Provincia de Est
4. Nairobi
5. Provincia de Nord-Est
6. Nyanza
7. Rift Valley
8. Provincia de Vest

## Geografie
În perioada colonială, frontierele Kenyei au fost trasate aproape arbitrar, nesocotindu-se sferele de influență culturală tradiționale, limitele lingvistice sau viabilitatea regiunilor economice. Numele țării provine de la muntele vulcanic Kenya, pe care populația Kikuyu îl numește Kirinyaga- „muntele împestrițat cu alb și negru” -și are o înălțime de 5199 m. Vârful său acoperit cu zăpadă și ghețuri este situat aproape exact pe ecuator. Regiunile nordice sunt dominate de vaste savane semideșertice, acoperite cu tufișuri de mărăcini, care devin covoare de flori aproape imediat după căderea ploilor sporadice.
În triunghiul format de Kenya, Tanzania și Uganda, Kenya deține o mică porțiune din Lacul Victoria. Golful Winam este în primejdie de a fi acoperit și strangulat de alge și zambile de apă. Platoul Nyanza este situat pe țărmul estic al acestui lac vast, având o înălțime de până la 1200 m. Platoul Nyaka, cu o înălțime de până la 600 m, cuprinde savane vaste, a căror suprafață este punctată de umbrele arborilor de acacia. Regiunea cu platouri înalte de 1600-2400 m este străbătută de la nord la sud de Marele Rift. Marginile văii ating o înălțime de circa 1000 m, iar lățimea este de aproximativ 80 km. Pare ca și cum peisajul african a fost retezat de un cuțit gigantic. Platourile sunt acoperite cu masivi muntoși vulcanici, ca Muntele Kenya sau Elgon (4321 m) la frontiera cu Uganda. Pe măsură ce lava de culoare întunecată și tuful vulcanic s-au răspândit, au creat o savană fertilă, de culoare aurie sau verde, în funcție de sezon. Podișurile coboară gradual spre zonele mai joase, dens populate, având lățime de până la 60 km. De-a lungul liniei de coastă, recifele de corali protejează cu nisip fin de valurile tumultoase ale Oceanul Indian.

### Valea Marelui Rift
Valea Marelui Rift este una dintre cele mai impresionante regiuni tectonice din lume. Ea pornește în sus, spre nord, din Mozambic, trece prin estul Africii, de-a curmezișul Riftului Iordanian, ajungând până în Turcia.
De aproximativ 15-20 de milioane de ani falia s-a extins și adâncit în Africa, scufundându-se cu aproximativ 0,5 mm pe an. Dacă procesul va continua , într-un milion de ani Africa ar putea fi împărțită în două. Cornul Africii va deveni o insulă, iar Valea Marelui Rift se va umple cu apă. Un proces similar s-a produs acum cinci milioane de ani,când Peninsula Arabică a fost separată de Africa și s-a format Marea Roșie.
Pe fundul riftului -care, fiind activ, produce cutremure de pământ - se află izvoare fierbinți, gheizere și vulcani stinși. Un șir de lacuri (Magdi, Naivasha, Naikuru, Baringo, Turkana) urmează linia faliei. Lacul Turkana, din nord, este cel mai mare lac care nu seacă din Valea Marelui Rift, având o suprafață de 6405 km². Unele lacuri arată ca niște nori de culoare roz atunci când păsările flamingo(Phoenicopteriformes) vin acolo pentru a se hrăni și înmulți.

### Climatul suportabil și ținuturi înalte
Situarea Kenyei în interiorul tropicelor produce mari diferențe de temperatură dintre zi și noapte. Kenya se află în zona de influență a musonilor și a alizeelor de sud-est. Centrul și sudul țării sunt caracterizate de două sezoane ploioase: martie-mai și noiembrie-decembrie. Zonele mai înalte și platourile situate la peste 1250 m înălțime sunt deosebit de fertile, cu o cantitate anuală de precipitații care depășește 1000 mm și un excelent sol vulcanic. Încă din perioada colonială aceste zone au fost preferate de coloniștii albi pentru întemeierea așezărilor și practicarea agriculturii. Pantele de vest ale masivilor vulcanici se caracterizează prin mai puține precipitații decât cele de est.
Nordul țării are doar un sezon ploios scurt, rezultatul fiind secete. Temperaturile sunt considerabil mai mari decât în centrul țării. În regiunea care înconjoară Lacul Turkana ele pot atinge 45°C.
Regiunile de coastă și platoul Nyanza au un climat umed tot timpul anului, cu o rată medie anuală a temperaturilor de 25°-30°C, în timp ce temperaturile din capitala Nairobi, situată la 1670 m, în ținuturile înalte, sunt foarte moderate.
La altitudini mai mari de 2500 m se pot produce îngheț, iar vârfurile celor mai înalți munți sunt acoperite cu zăpadă și ghețari veșnici.

### Extinderea zonelor aride
În Kenya au fost descoperite aproximativ 10.000 de plante native. În plus, în perioada colonială au fost introduse multe plante ornamentale.
În zonele înalte, cu precipitații abundente, se mai găsesc urme al vechilor păduri tropicale și savanelor umede. Mari părți ale ținuturilor înalte conțin și savane uscate, acoperite cu mărăcini, în nord. Din nefericire, defrișările masive pentru a face loc fermelor și așezărilor umane au avut drept rezultat creșterea suprafețelor amenințate cu seceta -acum 87% din suprafața țării.

### Muntele Kenya

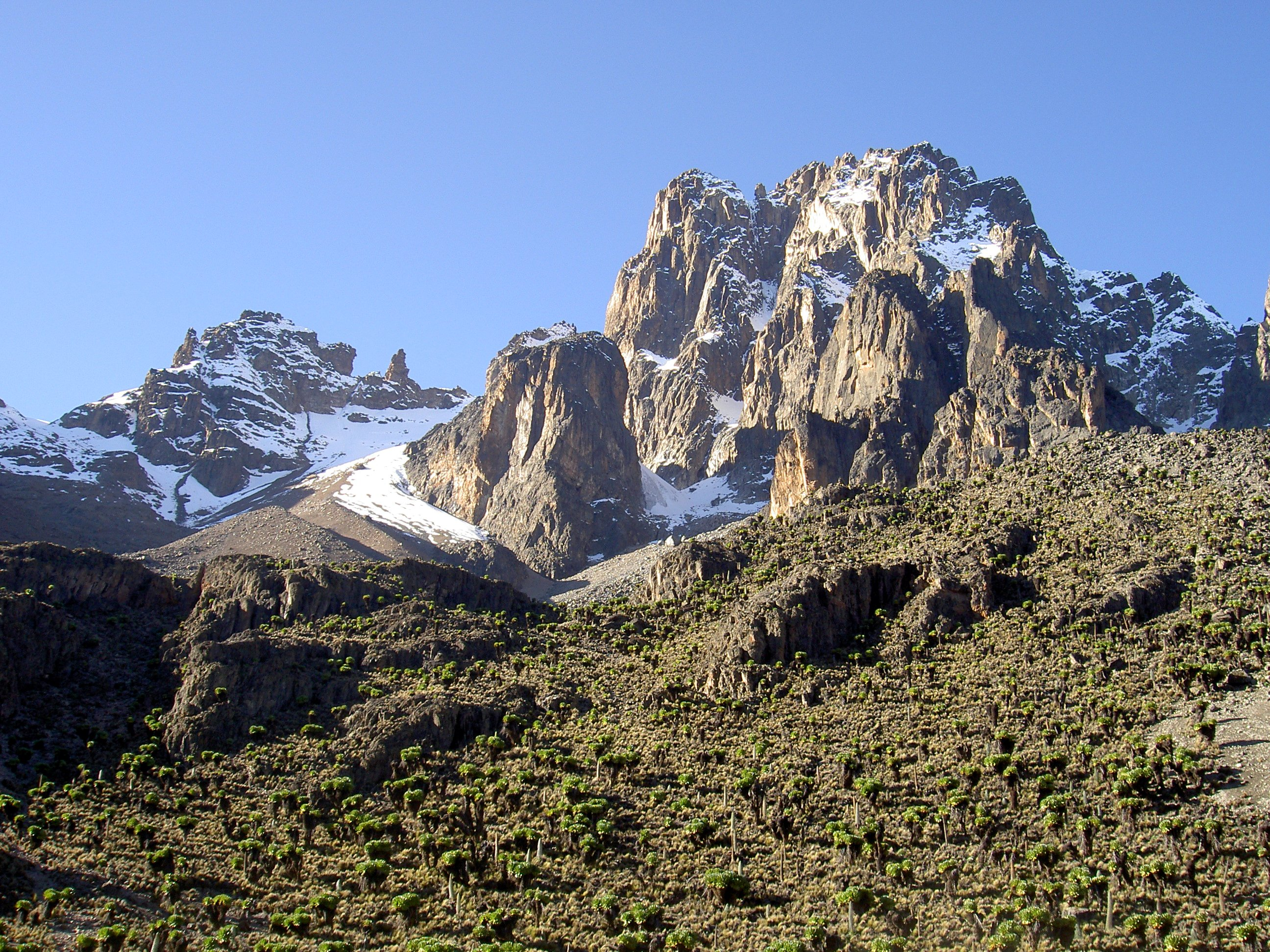
Muntele Kenya

Pe vulcanul stins Kenya găsim aproape toate climatele din lume. Savana fierbinte și uscată de la poalele lui face loc savanei umede; zonele situate la altitudini mai mari de 3200 m sunt acoperite cu păduri tropicale umede, care se transformă în zone subalpine, acoperite cu turbărie și buruieni dincolo de altitudinea de 3600 m. Cele trei piscuri ale muntelui (Batian - 5199 m, Nelion - 5188 m și Lenana - 4985 m) sunt situate în zona polară , fără plante, care începe de la altitudinea de 4600 m.

### Faună diversă
Fauna Kenyei se numără printre cele mai diversificate din Africa. Aici trăiesc peste 400 specii de mamifere și peste 1000 de specii de păsări. Savana acoperită cu ierburi este populată de feline și de mari turme de antilope, gazele, girafe, bivoli, zebre, elefanți, rinoceri albi, rinoceri negri și babuini. Locurile mlăștinoase, lacurile și râurile constituie habitatul ideal pentru hipopotami și crocodili. În anumite perioade, pe apele lacului Nakuru se adună milioane de flamingi.

## Economie
Schimbările politice și sociale nu au subminat industria turismului, unul din cele mai importante sectoare economice. A înflorit însă piața neagră și s-au dezvoltat meșteșugurile și artizanatul. Sectorul serviciilor, care produce circa două treimi din PIB, reprezintă singura sursă de venit pentru majoritatea kenyenilor.
Agricultura, sector în care lucrează 75% din forța de muncă, este foarte importantă. Dar numai 39% din sol este potrivit pentru practicarea agriculturii sau silviculturii. Majoritatea agricultorilor produc recolte de subzistență, în timp ce cafeaua , ceaiul, pyrethrum (folosit la fabricarea insecticidelor), sisaul, fructele, legumele și florile sunt cultivate în ferme mari și plantații pe versanții munților.
Vitele încă sunt crescute conform metodelor tradiționale. Nomazii le duc la pășunat în savană, în timp ce fermierii sedentari le hrănesc cu iarba dintre terenurile cultivate. Pe Lacul Victoria există o prosperă industrie a peștelui, la fel și pe coasta dinspre Oceanul Indian. Industria produce numai 20% din PIB și este limitată la procesarea unor produse de larg consum.

#### Extinderea rețelei de drumuri
Numai 13% din rețeaua de drumuri este asfaltată și chiar și unele șosele importante, cum e autostrada Mombasa-Nairobi, devin devin uneori impracticabile. După dobândirea independenței, rețeaua de căi ferate nu a mai foste extinsă sau modernizată. Linia spre Uganda este cea mai importantă, legând Mombasa, via Nairobi, de Kampala (Uganda). Se poate călători și cu avionul, iar liniile de autobuz funcționează bine. Mombasa este cel mai important port maritim. Malindi și Lamu, la Oceanul Indian, și Kisumu, pe Lacul Victoria, au mai mult o importanță regională.

## Demografie
Articol principal: Demografia Kenyei

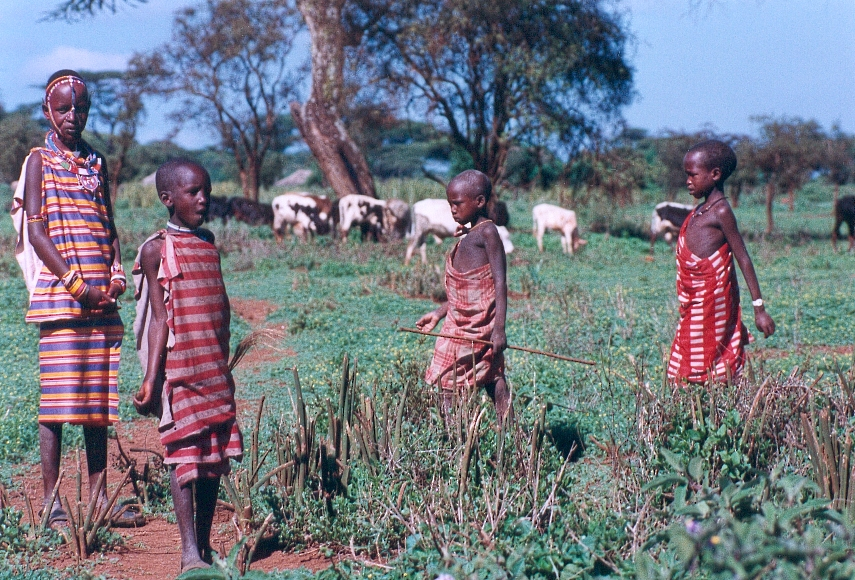
Copii din tribul Masai

Kenya cuprinde o diversitate etnică. Grupurile etnice din Kenya sunt:
Kikuyu 22%
Luhya 14%
- Luo 13%
- Kalenjin 12%
- Kamba 11%
- Kisii 6%
- Meru 6%
- Samburu

etc.
Orașele importante sunt:
- Nairobi 2.940.911 locuitori (capitala)
- Mombasa 707.400 locuitori
- Nakuru 337.200 locuitori
- Kisumu 273.400 locuitori

## Religie și cultură

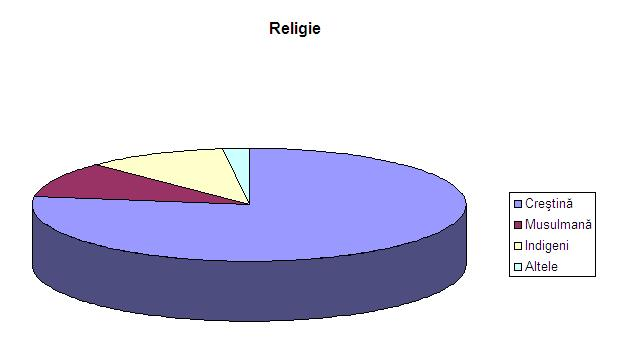
Religia Kenyei

Religia dominantă în Kenya este creștină, peste 75 %, divizată între protestanți și catolici, 
urmată de Musulmani 10 %, indigeni 10 %, altele 2 %.
Cultura etnică a Kenyei principală este Swahili.Cultura modernă este direct influențată de cultura europeană (în special anglicană), în prezent Kenya dezvoltând centre culturale, teatre, spectacole muzicale.

### Patrimoniu
Între 1997-2011 pe lista patrimoniului mondial UNESCO au fost incluse 6 obiective culturale sau naturale din Kenya.